# Oleodotto Baku-Tbilisi-Ceyhan

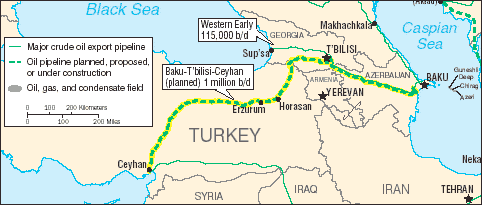
Tragitto dell'oleodotto

L'oleodotto Baku-Tbilisi-Ceyhan è un oleodotto costruito nel 2006. È destinato al trasporto del petrolio estratto dal giacimento petrolifero del Mar Caspio fino al porto turco di Ceyhan, che si trova sulle coste del Mar Mediterraneo. Da Ceyhan il petrolio viene spedito in petroliere al mercato europeo e l'Italia risulta essere il maggior importatore di greggio dall'Azerbaigian.
L'oleodotto è chiamato ad honorem del presidente dell'Azerbaigian, Heydar Aliyev. Il primo petrolio pompato da Baku tramite l'oleodotto è arrivato a Ceyhan il 28 maggio 2006.
Attualmente, il petrolio viene pompato attraverso l'oleodotto Baku-Tbilisi-Ceyhan dal blocco dei giacimenti petroliferi Azeri-Chirag-Gunashli e il condensato dal giacimento petrolifero di Shah Deniz. L'operatore dell'oleodotto è la società BP.

## Storia e percorso
Il progetto dell'oleodotto Baku-Tbilisi-Ceyhan ha cominciato a realizzarsi dopo la firma della dichiarazione ad Ankara il 29 ottobre 1998. La dichiarazione è stata firmata dal presidente dell'Azerbaigian Heydar Aliyev, dal presidente della Georgia Eduard Shevardnadze, dal presidente del Kazakistan Nursultan Nazarbayev, dal presidente della Turchia Suleiman Demirel e dal presidente dell'Uzbekistan Islom Karimov, nella presenza del segretario all'Energia statunitense Bill Richardson.
La costruzione dell'oleodotto è cominciata il 18 settembre 2002 a Baku. In questo giorno i presidenti dei paesi partecipanti Heydar Aliyev, Eduard Shevardnadze e Ahmet Necdet Sezer hanno posato la prima pietra nella fondazione del tubo.
I lavori di costruzione sono iniziati nell'aprile 2003. L'oleodotto è stato operativo dal 25 maggio 2005, quando è stata aperta la sezione azera.
Prende il suo nome dalle tre città principali che attraversa, l'oleodotto è dotato di 8 stazioni di pompaggio e ha una lunghezza complessiva di 1.776 km, si estende in Azerbaigian per 440 km, poi nella Georgia per 260 km e infine in Turchia per 1.076 km, è in grado di trasportare un milione di barili al giorno e può contenerne complessivamente più di 10 milioni, la velocità di movimento del petrolio all'interno dell'oleodotto si aggira circa sui 2 metri al secondo. È il secondo oleodotto più lungo nell'ex Unione Sovietica, dopo l'oleodotto dell'Amicizia (Nefteprovod Družba) che si snoda tra la Russia e l'Europa per circa 4.000 km.
L'oleodotto Baku-Tbilisi-Ceyhan viene anche utilizzato per l'esportazione di petrolio kazako che passa attraverso il Mar Caspio fino al terminal di Sangachal, vicino a Baku. L'esportazione di petrolio kazako dal giacimento petrolifero di Tengiz è iniziata nell'ottobre 2008 da 350 barili al giorno e da febbraio 2009 è salita a 4.800 barili al giorno.
Il 10 maggio 2005 è stato pompato al suo interno il primo carico di petrolio da Baku, esso è arrivato a destinazione a Ceyhan il 28 maggio 2006, l'apertura ufficiale è avvenuta il 25 maggio 2005 e l'inaugurazione ufficiale il 13 luglio 2006.

## Ripartizione dei costi
Il costo totale è stato di 3.600 milioni di dollari americani ed è stato così ripartito:
- BP plc (Regno Unito): 30.1%
- State Oil Company of Azerbaijan (SOCAR) (Azerbaigian): 25.00%
- Chevron (USA): 8.90%
- Statoil (Norvegia): 8.71%
- Türkiye Petrolleri Anonim Ortaklığı (TPAO) (Turchia): 6.53%
- Eni (Italia): 5.00%
- Total (Francia): 5.0%
- Itochu (Giappone): 3.4%
- Inpex (Giappone): 2.50%
- ConocoPhillips (USA): 2.50%
- Amerada Hess (USA) 2.36%

Il costo dell'oleodotto al kilometro è stato di circa 2 milioni di dollari.